# Орава (волость)
Орава (ест. Orava vald) — волость в Естонії, у складі повіту Пилвамаа.

## Положення
Площа волості — 175,5 км², чисельність населення на 1 січня 2015 року становила 682 особи.
До складу волості входять 30 сіл:  Вівва (Vivva), Йантра (Jantra), Кахква (Kahkva), Какусуу (Kakusuu), Камнітса (Kamnitsa), Клііма (Kliima), Конгимиіса (Korgõmõisa), Киівсааре (Kõivsaare), Килікюла (Kõliküla), Кивера (Kõvera), Лепассааре (Lepassaare), Ліінамяе (Liinamäe), Лууска (Luuska), Маді (Madi), Мярга (Marga), Орава (Orava), Оро (Oro), Піуса (Piusa), Праакмані (Praakmani), Пяка (Päka), Пяявякесе (Pääväkese), Ребасмяе (Rebasmäe), Рііхора (Riihora), Рисса (Rõssa), Сое (Soe), Соена (Soena), Сууреметса (Suuremetsa), Тамме (Tamme), Тудерна (Tuderna), Ханікасе (Hanikase). Адміністративний центр волості — село Орава.